# Вторая лига Казахстана по футболу
Вторая лига Казахстана по футболу (каз. Футболдан Қазақстан екінші лигасы) — 3-й по значимости дивизион в футбольной системе Казахстана.

## История
В 2001 году ФСК планировал создать 3 дивизиона в системе футбольных лиг страны. Третий дивизион должен был стать региональным турниром с четырьмя зонами по 8 команд в каждой.
В итоге был основан в 2002 году как турнир для непрофессиональных футбольных команд Казахстана. В том сезоне носил название «Первая лига». Изначально подразделялся на несколько территориальных зон, их победители участвовали в финальном турнире (кроме дебютного сезона), в котором определялась сильнейшая команда Второй лиги.
С 2013 года ПФЛ приняла решение дать право играть в Первой лиге победителю Второй лиги при условии победы в переходном матче с клубом, занявшим 16-е место в Первой лиге.
Также было принято решение, что команды Первой лиги, занявшие 17-е и 18-е место, в сезоне-2014 будут играть во Второй лиге. В 2016 году турнир изменил формат и получил профессиональный статус.

## Призёры среди профессионалов ифарм-клубов(с 2016 года)
| Сезон | Кол-во | Группа                                                                                     | Чемпион                                                                                    | 2-е место                                                                                  | 3-е место                                                                                  |
| ----- | ------ | ------------------------------------------------------------------------------------------ | ------------------------------------------------------------------------------------------ | ------------------------------------------------------------------------------------------ | ------------------------------------------------------------------------------------------ |
|       |        |                                                                                            |                                                                                            |                                                                                            |                                                                                            |
| 2024  | 12     | Северо-восток                                                                              | Иртыш (Павлодар) (1)                                                                       | Шахтёр М (Караганда)                                                                       | Астана М (Астана)                                                                          |
| 2024  | 12     | Юго-запад                                                                                  | AKAS (Алматы) (1)                                                                          | Жас Кыран (Алматы)                                                                         | Академия Онтустик (Шымкент)                                                                |
| 2023  | 11     | Северо-восток                                                                              | Улытау (Жезказган) (1)                                                                     | SD Family Астана                                                                           | Шахтёр М (Караганда)                                                                       |
| 2023  | 10     | Юго-запад                                                                                  | Жетысай (Жетысай) (1)                                                                      | Кайсар М (Кызылорда)                                                                       | Иле-Саулет (Отеген-Батыр)                                                                  |
| 2022  | 22     |                                                                                            | Хан-Тенгри (Алматы) (1)                                                                    | Академия Онтустик М (Шымкент)                                                              | SD Family Астана                                                                           |
| 2021  | 12     | Северо-восток                                                                              | Жетысу М (Талдыкорган) (1)                                                                 | Астана М (Нур-Султан)                                                                      | Женис (Нур-Султан)                                                                         |
| 2021  | 11     | Юго-запад                                                                                  | Каспий М (Актау) (1)                                                                       | Яссы (Туркестан)                                                                           | Атырау М (Атырау)                                                                          |
| 2020  | 21     | Из-за пандемии COVID-19 в Казахстане первенство было проведено без определения победителей | Из-за пандемии COVID-19 в Казахстане первенство было проведено без определения победителей | Из-за пандемии COVID-19 в Казахстане первенство было проведено без определения победителей | Из-за пандемии COVID-19 в Казахстане первенство было проведено без определения победителей |
| 2019  | 17     |                                                                                            | СДЮСШОР №8 (Нур-Султан) (1)                                                                | Арыс (Арыс)                                                                                | Шахтёр М (Караганда)                                                                       |
| 2018  | 21     |                                                                                            | Астана М (Астана) (1)                                                                      | Академия Онтустик (Шымкент)                                                                | Шахтёр М (Караганда)                                                                       |
| 2017  | 16     |                                                                                            | Алтай (Усть-Каменогорск) (1)                                                               | Кайрат М (Алма-Ата)                                                                        | СДЮШОР №7 (Шымкент)                                                                        |
| 2016  | 14     |                                                                                            | Кайрат-U21 (Алма-Ата) (1)                                                                  | Тобол-U21 (Костанай)                                                                       | Шахтёр-U21 (Караганда)                                                                     |

Жирным шрифтом выделены команды, по итогам сезона поднявшиеся в Первую лигу.

## Призёры любительской Второй лиги (2002—2015 годы)
| Сезон | Чемпион (Представитель зоны)                                     | Чемпион (Представитель зоны) | 2-е место                                                  | 3-е место                                              |
| ----- | ---------------------------------------------------------------- | ---------------------------- | ---------------------------------------------------------- | ------------------------------------------------------ |
|       |                                                                  |                              |                                                            |                                                        |
| 2002  | Темиржолшы (Атырау) Трактор (Павлодар) Карабастау (Алм. область) | «Запад» «Центр» «Юг»         | Горняк (Хромтау) Шахтёр-Юность (Караганда) Тараз-2 (Тараз) | Батыс-Юни (Уральск) Ак-Жайык (Астана) Костоуйын (Арыс) |
| 2003  | Карасай Сарбаздары (Каскелен)                                    | «Алматы»                     | БИИК Налоговый Комитет (Шымкент)                           | ФШМ-1 (Алма-Ата)                                       |
| 2004  | ФШМ (Алма-Ата)                                                   | «Алматы»                     | Казбургаз (Тараз)                                          | Асбест (Житикара)                                      |
| 2005  | Авангард (Петропавловск)                                         | «Север»                      | Карасай Сарбаздары (Каскелен)                              | Акжайык (Уральск)                                      |
| 2006  | Мегаспорт (Алма-Ата)                                             | «Алматы»                     | Карасай Сарбаздары (Каскелен)                              | ФШМ (Алма-Ата)                                         |
| 2007  | Иле-Саулет (Отеген-Батыр)                                        | «Алматы»                     | ФШМ (Алма-Ата)                                             | ?                                                      |
| 2008  | ОСШИОСД (Тараз)                                                  | «Юг»                         | Богатырь-Аксесс-Комир (Экибастуз)                          | Олимпия (Тараз)                                        |
| 2009  | Достык (Алма-Ата)                                                | «Алматы»                     | ЦСКА (Алма-Ата)                                            | Целинник (Новоишимское)                                |
| 2010  | СКА-Юг (Тараз)                                                   | «Юг»                         | Меркурий-Строитель (Усть-Каменогорск)                      | Тарлан (Шымкент)                                       |
| 2011  | Меркурий-Строитель (Усть-Каменогорск)                            | «Восток»                     | Трактор (Павлодар)                                         | Тайпак (Уральск)                                       |
| 2012  | Махтаарал (Жетысай)                                              | «Юг»                         | ЗСМК (Шымкент)                                             | Богатырь (Экибастуз)                                   |
| 2013  | ЗСМК (Шымкент)                                                   | «Юг»                         | Гефест-2 (Сарань)                                          | Вест-Кроун (Актобе)                                    |
| 2014  | Байконур (Кызылорда)                                             | «Юг»                         | Шымкент (Шымкент)                                          | Каспи-Банк (Алма-Ата)                                  |
| 2015  | Прогресс KZ (Астана)                                             | «Север»                      | Гефест (Сарань)                                            | Шалкар (Шымкент)                                       |

Жирным шрифтом выделены команды, которые участвовали в Первой лиге следующего сезона.